# Acanthoscelides pallidipennis
Acanthoscelides pallidipennis är en skalbaggsart som först beskrevs av Victor Ivanovitsch Motschulsky 1874.  Acanthoscelides pallidipennis ingår i släktet Acanthoscelides och familjen bladbaggar. Inga underarter finns listade i Catalogue of Life.